# Milt Campbell
Milton Gray Campbell, detto Milt (Plainfield, 9 dicembre 1933 – Gainesville, 2 novembre 2012), è stato un multiplista statunitense.
In carriera ha conquistato la medaglia d'oro nella gara di decathlon ai Giochi olimpici di Melbourne 1956, e l'argento quattro anni prima a Helsinki 1952. Per i suoi successi sportivi è stato introdotto nella National Track & Field Hall of Fame.

## Palmarès
| Anno | Manifestazione  | Sede      | Evento    | Risultato | Prestazione | Note            |
| ---- | --------------- | --------- | --------- | --------- | ----------- | --------------- |
| 1952 | Giochi olimpici | Helsinki  | Decathlon | Argento   | 6 975 p.    |                 |
| 1956 | Giochi olimpici | Melbourne | Decathlon | Oro       | 7 614 p.    | Record olimpico |